# Villardiegua de la Ribera
Villardiegua de la Ribera – gmina w Hiszpanii, w prowincji Zamora, w Kastylii i León, o powierzchni 28,85 km². W 2011 roku gmina liczyła 147 mieszkańców.